# Escadron de transport 1/61 Touraine
L'escadron de transport 1/61 Touraine est une unité de transport de l'Armée de l'air française stationnée sur la base aérienne 123 Orléans-Bricy qui fut la première équipée de C-160 Transall à partir de novembre 1967. Mis en  « sommeil » en août 2012, l'escadron est réactivé le 1er septembre 2014 afin d'accueillir les Airbus A400M Atlas, une fois l'évaluation opérationnelle terminée. C'est le premier escadron au monde à avoir mis en œuvre l'Atlas. Depuis le 1er septembre 2015, l'escadron est rattaché à nouveau à la 61e escadre de transport.

## Histoire

### Origines et dénominations successives.
L'ET1/61 a hérité des traditions d'escadrilles de bombardement de la Première Guerre mondiale. Créée en 1913, la V101 deviendra la VB101 et la V113 créée en 1915 deviendra VB113 puis BR113. (V pour Voisin et Br pour Breguet, B pour bombardement). Les prestigieuses BR113 "chauve-souris" et VB101 "tête de hibou" qui le composent aujourd'hui sont réunies depuis 1918, d'abord au sein du groupe de bombardement de nuit « Laurens » puis dès 1932 au sein du GB II/22 qui deviendra le célèbre groupe I/15.

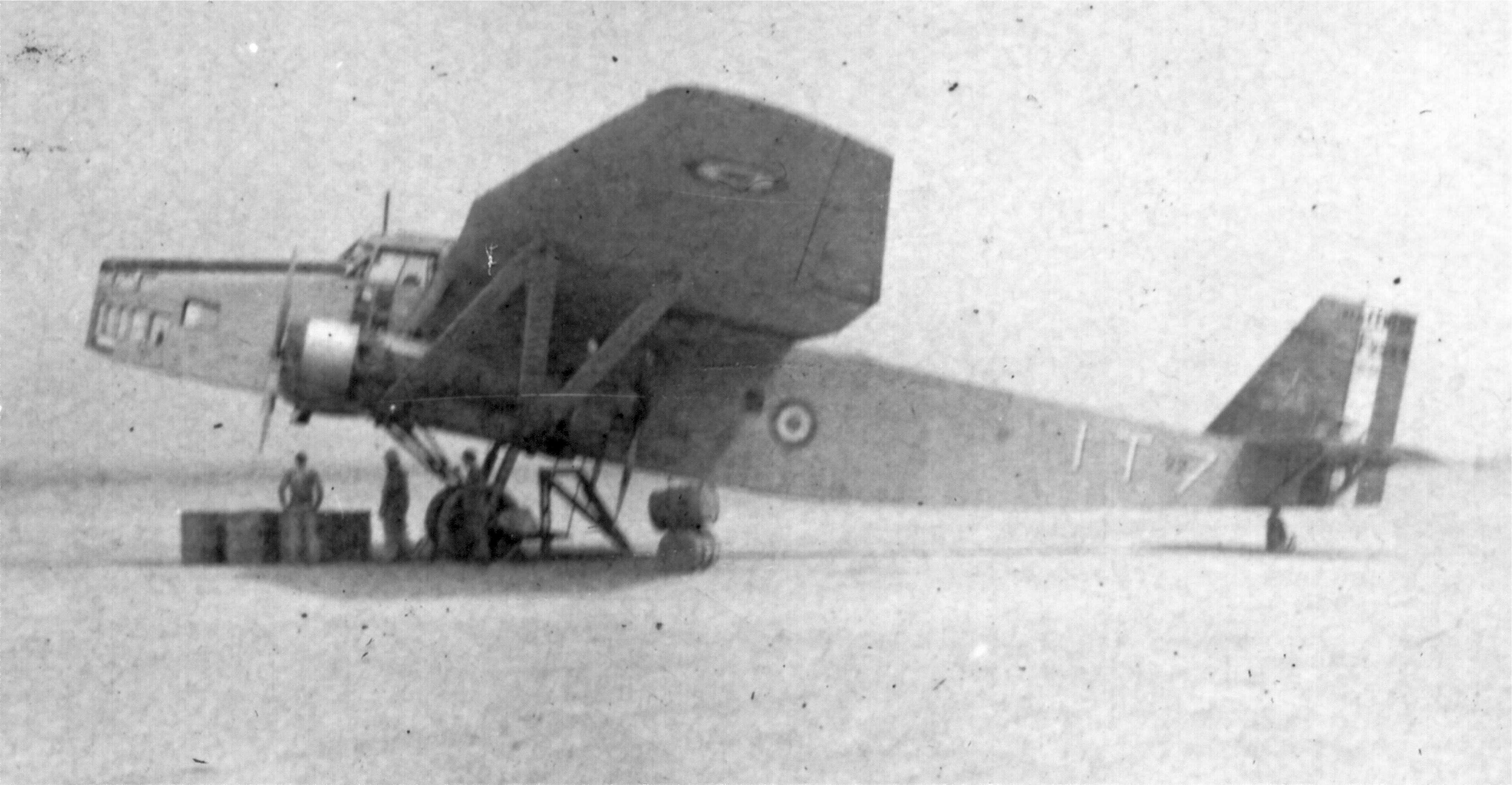
Farman F.222 du GT I/15 en 1943.

Le GB I/15 deviendra le GT I/15 de l'Armée de l'air de Vichy en octobre 1940. Il est doté de Potez 29, LeO 45 et Farman F.222. Ce groupe de transport prend l'appellation de GT I/15 « Touraine » en 1944[réf. souhaitée], selon les appellations de l'armée en cours à l'époque.
Il deviendra GT I/61 en 1947 et en 1953 il intègre la 61e escadre de transport dont il devient le premier escadron de transport, l'ET 1/61 « Touraine ».

### Engagements
- Première Guerre mondiale
- Seconde guerre mondiale
- Pont aérien sur Berlin
- Indochine (détachements)
- Crise de Suez
- Bosnie
- Kosovo
- Tchad
- RCI
- RDC
- Afghanistan
- Libye
- BSS (bande sahélo-saharienne)
- Irak

### Histoire
Le 22 novembre 1967, l'ET 1/61 Touraine est le premier escadron de l'armée de l'air française à mettre en service opérationnel le C-160 Transall, où il remplace le Noratlas.
Le 30 novembre 2017, l'escadron réceptionne son douzième Airbus A400M, le MSN 062, le premier à pouvoir être équipé de nacelles de ravitaillement en vol.
En août 2017, un équipage du Touraine effectue une série de rotations permettant de transporter du matériel (Hélicoptères, VAB) en BSS et réalise ainsi sa première mission opérationnelle sur terrain sommaire en A400M.
En septembre 2017 plusieurs équipages de l'escadron se relaient pour participer à la première mission humanitaire en A400M, au profit des populations sinistrées par l'ouragan Irma.
Le 20 décembre 2017, arrivée du MSN 065
En mars 2018, un appareil s'est posé pour la première fois sur les terrains sommaires de Ménaka et Tessalit (Mali) dans le cadre de l'opération Barkhane. Lors de son passage à Tessalit, l’A400M a débarqué la totalité de son fret et délivré 26 tonnes de fuel, en une heure quinze.
Le quatorzième A400M, le MSN 73, s'est posé sur la base aérienne d'Orléans le 20 mars 2018.

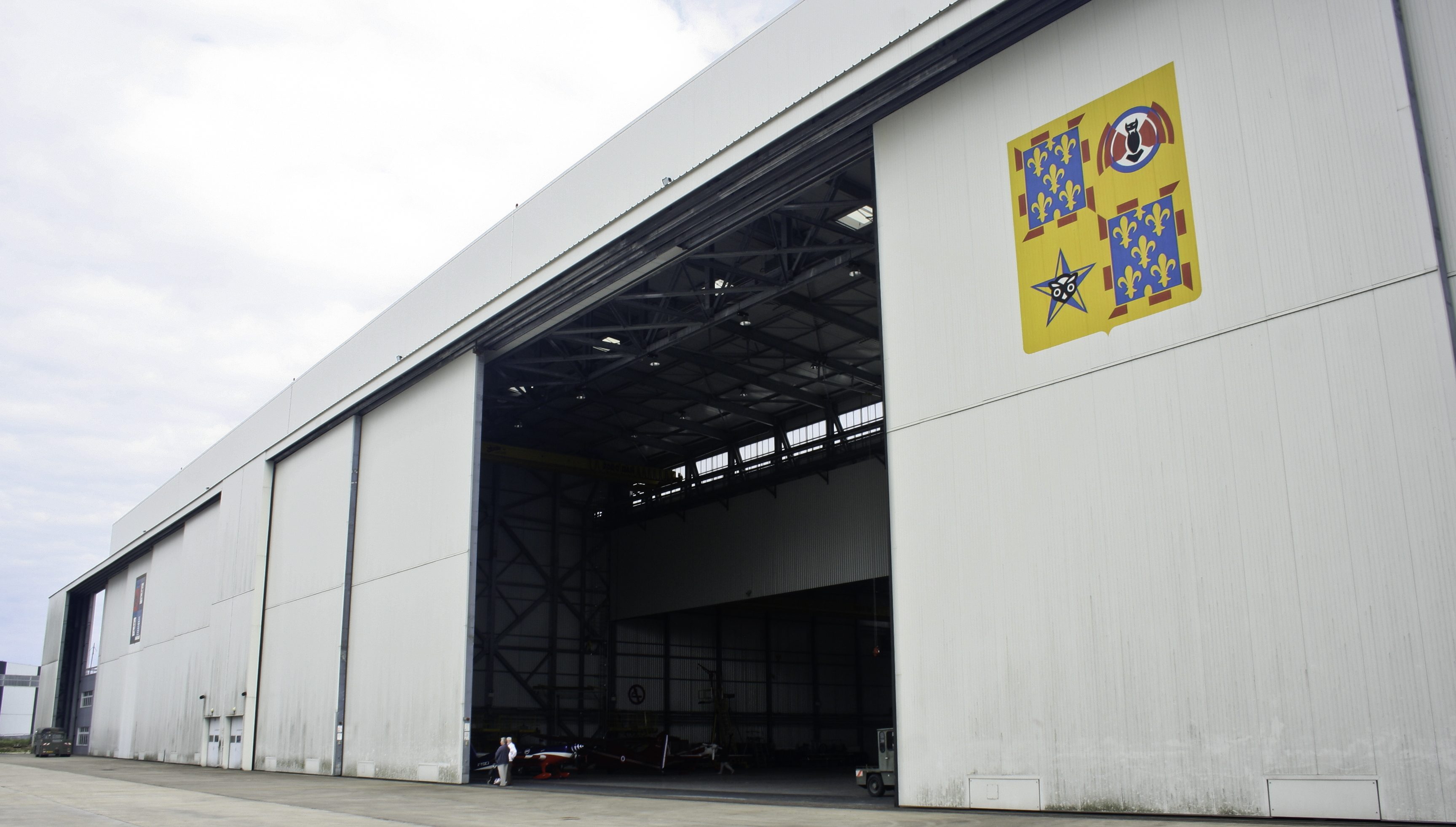
Hangar du Touraine en juin 2010

En 2018, l'escadron est devenu le parrain de la 71e promotion des Classes de l'air, constituée des élèves de CPGE à l'École des pupilles de l'air.

## Effectifs et matériel
Début 2009, cette unité comptait 81 personnes (47 officiers et 34 pilotes volant en moyenne 300 heures par an) soit 10 équipages opérationnels et aligne 12 C160R Transall dont 4 en maintenance programmée vu l'âge avancé de ces appareils.
En 2015, l'escadron vole sur A400M. Ses appareils, sauf un, portent le nom d'une ville française qui a eu une riche histoire militaire :
- numéro 007 "F-RBAA" "Ville d'Orléans"
- numéro 008 "F-RBAB" "Ville de Toulouse"
- numéro 010 "F-RBAC" "Ville de Lyon"
- numéro 011 "F-RBAD" "Ville de Metz"
- numéro 012 "F-RBAE" sans nom de baptême
- numéro 014 "F-RBAF" "Ville de Colmar"
- numéro 019 "F-RBAG" "Ville de Cambrai" (baptisé le 5 septembre 2015 lors d'une cérémonie sur l'ancienne base aérienne 103 de Cambrai)

En 2020, le 1/61 compte une flotte des 17 exemplaires théoriques d'A400M Atlas. La moyenne des appareils disponibles pour les missions est au maximum de 11, dont les 12 avions en propre dans l’Armée de l’Air (le reste en soutien industriel).

## Activité aérienne
Avant sa fermeture, 40 % des heures de vol se faisaient OPEX, 15 % en maintien de compétence et 45 % en missions dites CMT pour Centre Multinodal du Transport soit les missions logistiques en métropole. Entre sa création et sa mise en sommeil en 2012, il a effectué 450 000 heures de vol, dont 20% en mission de guerre.
Aujourd'hui le CMT a disparu et le Touraine réalise ses heures au profit notamment du CSOA (centre du soutien des opérations et des acheminements), généralement sous contrôle opérationnel de l'EATC (European air transport command), ou du JFAC AFCO (Joint force air component / Afrique centrale et de l'ouest).

## Heures de vol par an

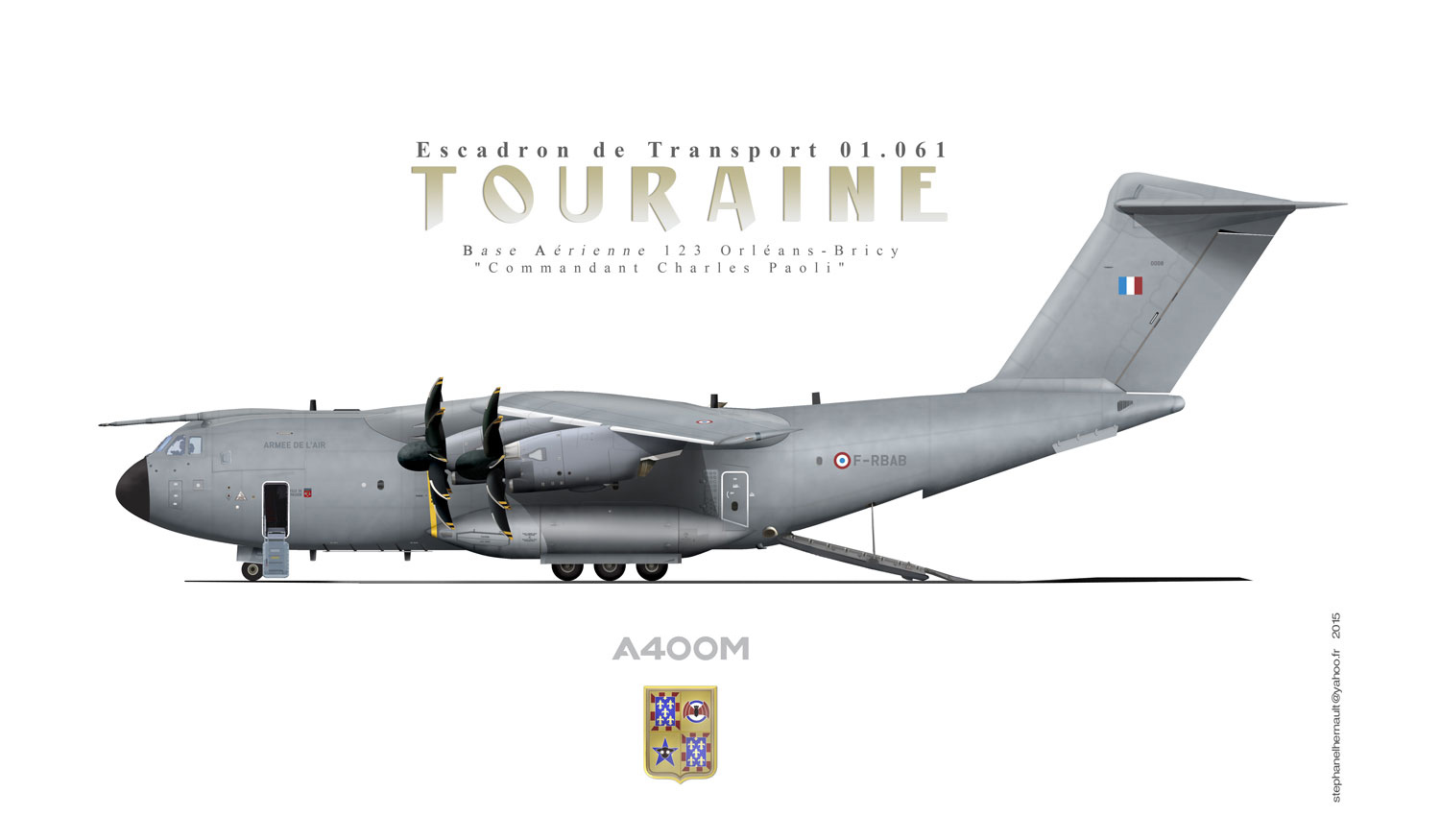
A400M

- 2001 : 4 637 H
- 2002 : 4 952 H
- 2003 : 5 628 H
- 2004 : 4 410 H
- 2005 : 3 915 H
- 2006 : 4 635 H
- 2007 : 5 066 H
- 2008 : 4 750 H

## Sources
- Défense et Sécurité internationale no 48, mai 2009